# نزار الحديثي
نزار عبد اللطيف الحديثي (من مواليد 1942- حديثة) هو باحث ومؤرخ وأكاديمي عراقي، حاصل على البكالوريوس والماجستير في التاريخ ودكتوراة فلسفة في التاريخ من جامعة بغداد.

## السيرة

### حياته
ولد الدكتور نزار عبد اللطيف سعود الحديثي، في قضاء حديثة بمحافظة الأنبار عام 1942، وانهى الدراسة الابتدائية فيها عام 1955، ثم انتقل إلى بغداد فإلتحق بالدراسة المتوسطة والثانوية وتخرج من الثانوية عام 1959، ثم واصل دراساته بجامعة بغداد، وحصل على شهادة البكالوريوس منها في عام 1965، ثم حصل على شهادة الماجستير في التاريخ من جامعة بغداد عام 1971، ودكتوراه فلسفة تاريخ عام 1975. اشرف على عدد كثير من رسائل الماجستير والدكتوراه، وله عدة مؤلفات وبحوث منشورة في المجلات العلمية العراقية والعربية.

### مؤلفاته
- أهل اليمن في صدر الإسلام.[5]

- الامة والدولة في سياسة النبي والراشدين.[6]

- الدولة العربية الإسلامية ورسالة الإسلام
- العلاقات العربية - الفارسية: دراسة تاريخية.[7]
- محاضرات في التاريخ العربي.[8]
- علم التاريخ عند العرب - فكرته وفلسفته.[9]
- الامة العربية والتحدي.[10]

### البحوث
- سياسة التغريب في الوطن العربي: سلسلة البحوث، البحث الثالث.[11]

### العضوية والمناصب
1. عين مدرسا بقسم التاريخ في كليته عام 1976.
2. مدير للمناهج والكتب في وزارة التربية عام 1976 – 1977.
3. عضو مشارك في مكتب الشؤون التربوية في مجلس قيادة الثورة وامين عام المكتب وكالة 1976 – 1977.
4. تولى المجلس الاعلى لمحو الامية وتعليم الكبار في مجلس قيادة الثورة.
5. عميد لمعهد الدراسات القومية والاشتراكية في الجامعة المستنصرية
6. عميد لكلية الاداب بجامعة بغداد عام 1995 - 2001.
7. رأس جمعية المؤرخين والآثاريين.
8. عضو اتحاد المؤرخين العرب.
9. عضو الجمعية المغربية (رباط الفتح)
10. عضو مجلس إدارة مركز الدراسات.
11. عضو في المجمع العلمي عام 1996.
12. درس في عدد من الجامعات العربية منها جامعة صنعاء.[12]

### الندوات والمؤتمرات
حضر العديد من المؤتمرات الدولية منها:
- مؤتمر تاريخ بلاد الشام الذي عقد في دمشق عام 1979.
- مؤتمر الدولة العراقية الحديثة في جامعة اكستر في المملكة المتحدة 1982.
- مؤتمر الإسلام وتحديات العصر الذي عقدته منظمة تربية اقطار الخليج العربي عام 1986.
- مؤتمر الحوار المسيحي الإسلامي تورينو في إيطاليا عام 1997.

### جوائز وأوسمة
نال نوط الاستحاق العالي عام 1993.